# Liste der Kulturdenkmäler in Kronberg im Taunus
Die folgende Liste enthält die in der Denkmaltopographie ausgewiesenen Kulturdenkmäler auf dem Gebiet  der  Stadt Kronberg im Taunus, Hochtaunuskreis, Hessen.
Hinweis: Die Reihenfolge der Denkmäler in dieser Liste orientiert sich zunächst an Stadtteilen und anschließend der Anschrift, alternativ ist sie auch nach der Bezeichnung, der vom Landesamt für Denkmalpflege vergebenen Nummer oder der Bauzeit sortierbar.
Kulturdenkmäler werden fortlaufend im Denkmalverzeichnis des Landes Hessen durch das Landesamt für Denkmalpflege Hessen auf Basis des Hessischen Denkmalschutzgesetzes (HDSchG) geführt. Die Schutzwürdigkeit eines Kulturdenkmals hängt nicht von der Eintragung in das Denkmalverzeichnis des Landes Hessen oder der Veröffentlichung in der Denkmaltopographie ab.

Das Vorhandensein oder Fehlen eines Objekts in dieser Liste ist keine rechtsverbindliche Auskunft darüber, ob es Kulturdenkmal ist oder nicht: Diese Liste entspricht möglicherweise nicht dem aktuellen Stand der offiziellen Denkmaltopographie. Diese ist für Hessen in den entsprechenden Bänden der Denkmaltopographie Bundesrepublik Deutschland und im Internet unter DenkXweb – Kulturdenkmäler in Hessen einsehbar. Auch diese Quellen sind, obwohl sie durch das Landesamt für Denkmalpflege Hessen aktualisiert werden, nicht immer aktuell, da es im Denkmalbestand immer wieder Änderungen gibt.
Eine verbindliche Auskunft erteilt allein das Landesamt für Denkmalpflege Hessen.
Nutze diese Kartenansicht, um Koordinaten in der Liste zu setzen. In dieser Kartenansicht sind Kulturdenkmale ohne Koordinaten mit einem roten bzw. orangen Marker dargestellt und können in der Karte gesetzt werden. Kulturdenkmale ohne Bild sind mit einem blauen bzw. roten Marker gekennzeichnet, Kulturdenkmale mit Bild mit einem grünen bzw. orangen Marker.

## Kronberg
| Bild                                       | Bezeichnung                                     | Lage | Beschreibung | Bauzeit                | Objekt-Nr. |
| ------------------------------------------ | ----------------------------------------------- | --- | --- | ---------------------- | ---------- |
| Bild gesucht BW                            | Gesamtanlage Altstadt                           | Lage | Adlerstraße 1,2,3,4,6,8,10,12; Am Wallgraben 1,2,3,4,5,7; An der Stadtmauer 1,2,3,4,5,6/8,9,11,13,15; Doppesstraße 2,3/5,4,4a,6,7,8,9,10,11,12,13,14,15,15a,16,17,18,18a,20,22; Eichenstraße 1,2,3,4,5,6,8,9,9a,10,11,12,13,14,15,16,17,18,19,20,21,22,23,24,25,26,27,28,29,30,31,32,33,34,35,36,37,38,39,40,44; Friedrich-Ebert-Straße 6,7,8,9,10,11,12,13,14,15,16,17,18,19,20,21,22,23,24,25,26,27,29,31/33,35,37,39,41; Grabenstraße 1,2,3,4,5,6,7,8,10,12; Katharinenstraße 9,16; Kleine Mauerstraße 1,2,4; Kleiner Römerberg 1,3,3a,5; Königsteiner Straße 1,2,2a,3; Mauerstraße 1,2,3,3a,4,5,6,6a,7,8,9,10,11,12,13,14,14a,15,15a,16,17,19; Obere Höllgasse 1,2,2a,3,4,5,6,7; Pferdstraße 1,2,3,4,5,6,7,9,10,11,12,13,14,15,16,17,18,20; Römerberg 1,3,5,5a,5b; Schirnstraße 1,2,3,4,5,6,7,8,9,10,12,14,16; Schloßstraße 1,2,2a,3,4,5,6,7,8,9,10,11,12,13,15; Steinstraße 1,2,3,3a,4,5,,6,7,7a,8,11,13,15,17,19,21,23,25,27,29,31; Talstraße 1,2,3,4,5,5a,6,7,8,9,10,11,12,13,14,15,15a,15b,16,16a,16b,17,17a,18,20,22,24,26,28,30,32; Tanzhausstraße 1,2,3,4,5,6,7,8,9,10,11,12,13,14,15a,16; Untere Höllgasse 1,3,5,7; Vogelgesanggasse 1,2,3,4,6,8,10 |                        | 100251 DDB |
| Bild gesucht BW                            | Gesamtanlage Bereich Burgerstraße               | Lage | Burgerstraße 5,7,8,9,10,11,13,14,15,16,20,22,23,24,25,26,31,33; Rumpfstraße 1,2,3; Schreyerstraße 26,28 |                        | 100252 DDB |
| Adlerstraße 4                              | Wohnhaus                                        | Adlerstraße 4 LageFlur: 20, Flurstück: 105 | | 18. Jahrhundert        | 99873 DDB  |
| Bild gesucht BW                            | Nebengebäude Villa Guaita                       | Am Aufstieg 4, 4a, 6 LageFlur: 4, Flurstück: 66/104, 66/137, 66/138 | | 1893–1895              | 99875 DDB  |
| Bild gesucht BW                            | Siedlung Roter Hang                             | Am Roten Hang Lage | |                        | 811888 DDB |
| weitere Bilder                             | Wohnhaus                                        | Am Wallgraben 1 LageFlur: 20, Flurstück: 103/2 | |                        | 99991 DDB  |
| Bild gesucht BW                            | Wohnhaus                                        | Am Wallgraben 7 LageFlur: 20, Flurstück: 100, 270 | |                        | 99992 DDB  |
| Villa von Kauffmann                        | Villa von Kauffmann                             | Am Winkelbach 5 LageFlur: 4, Flurstück: 97/2 | |                        | 99876 DDB  |
| weitere Bilder                             | Fachwerkwohnhaus                                | An der Stadtmauer 2 LageFlur: 20, Flurstück: 128/1 | |                        | 99877 DDB  |
| weitere Bilder                             | Wohnhaus mit Resten des Burckhardtsturms        | An der Stadtmauer 4 LageFlur: 20, Flurstück: 127 | |                        | 99878 DDB  |
| weitere Bilder                             | Wohnhaus mit Resten des Peter Beyers-Turms      | An der Stadtmauer 6/8a LageFlur: 20, Flurstück: 116/1, 118/1 | |                        | 99880 DDB  |
| weitere Bilder                             | Fachwerkwohnhaus                                | An der Stadtmauer 15 LageFlur: 20, Flurstück: 112 | | frühes 18. Jahrhundert | 99879 DDB  |
| weitere Bilder                             | Eisenbahnempfangsgebäude                        | Bahnhof Kronberg LageFlur: 17, Flurstück: 11/15 | | 1914                   | 748278 DDB |
| weitere Bilder                             | Sechsfamilienhaus                               | Bahnhofsstraße 15 LageFlur: 17, Flurstück: 360/6 | | 1954                   | 99881 DDB  |
| Reichsritter Hartmut XII von Kronberg      | Standbild                                       | Berliner Platz 6/8/10 LageFlur: 19, Flurstück: 27/10 | |                        | 737511 DDB |
| Bleichstraße 2                             | Wohn- und Geschäftshaus                         | Bleichstraße 2 LageFlur: 19, Flurstück: 126/12 | |                        | 99882 DDB  |
| weitere Bilder                             | Villa                                           | Burgerstraße 2 LageFlur: 17, Flurstück: 219/1 | |                        | 135959 DDB |
| Burgerstraße 8                             | Villa Graul                                     | Burgerstraße 8 LageFlur: 17, Flurstück: 145/5 | |                        | 99883 DDB  |
| Burgerstraße 13                            | Wohnhaus                                        | Burgerstraße 13 LageFlur: 17, Flurstück: 860/117 | Wohnhaus nach Entwürfen von Kurt Friedeberg | 1904                   | 99884 DDB  |
| Burgerstraße 15                            | Wohnhaus                                        | Burgerstraße 15 LageFlur: 17, Flurstück: 118/4 | Wohnhaus nach Entwürfen von Kurt Friedeberg | 1904                   | 99885 DDB  |
| weitere Bilder                             | Villa Wucherer                                  | Burgerstraße 22 LageFlur: 17, Flurstück: 1146 | Wohn und Atelierhaus des Malers Fritz Wucherer. Das Haus war das erste Werk des Architekten Richard Dielmann. | 1911/1912              | 99886 DDB  |
| weitere Bilder                             | Doppelwohnhaus                                  | Burgweg 13 LageFlur: 5, Flurstück: 192/25, 247/25 | |                        | 99887 DDB  |
| Villa Burgweg 13                           | Villa                                           | Burgweg 15 LageFlur: 5, Flurstück: 26/2 | |                        | 99888 DDB  |
| weitere Bilder                             | Ehemaliges Lutherisches Schulhaus               | Doppesstraße 2 LageFlur: 20, Flurstück: 23 | | 1783                   | 99890 DDB  |
| weitere Bilder                             | Wohnhaus                                        | Doppesstraße 3/5 LageFlur: 21, Flurstück: 147, 148 | | 1798                   | 99895 DDB  |
| weitere Bilder                             | Wohnhaus                                        | Doppesstraße 4 LageFlur: 20, Flurstück: 22/4 | |                        | 99891 DDB  |
| weitere Bilder                             | Ehemaliges katholisches Pfarrhaus               | Doppesstraße 9 LageFlur: 21, Flurstück: 145 | |                        | 99892 DDB  |
| weitere Bilder                             | Wohnhaus                                        | Doppesstraße 12 LageFlur: 20, Flurstück: 15 | | 1752                   | 99893 DDB  |
| An der Stadtmauer, Stadtmauer              | Reste der Stadtbefestigung                      | Doppesstraße 14/22 und weitere Straßen LageFlur: 20, 21, 22, Flurstück: 245/4, 252/1, 28/1, 363/62, 38/1, 413/8, 7, 108/1, 200/107, 201/108, 78/3, 89/3, 89/6, 74/2           | |                        | 737543 DDB |
| Doppestraße 17                             | Fachwerkwohnhaus                                | Doppesstraße 17 LageFlur: 21, Flurstück: 83/6 | |                        | 99894 DDB  |
| Eichenstraße 3                             | Ehemaliges Gasthaus "Zum Löwen"                 | Eichenstraße 3, Mauerstraße 2, Vogelgesanggasse 1 LageFlur: 20, Flurstück: 197, 198, 200/1                                                                                    | |                        | 99896 DDB  |
| Eichenstraße 4                             | Fachwerkwohnhaus                                | Eichenstraße 4 LageFlur: 20, Flurstück: 469/205 | |                        | 99897 DDB  |
| Eichenstraße 9                             | Fachwerkwohnhaus                                | Eichenstraße 9 LageFlur: 20, Flurstück: 180 | |                        | 99898 DDB  |
| weitere Bilder                             | Haus Wiederspahn                                | Eichenstraße 15 LageFlur: 20, Flurstück: 177 | |                        | 99899 DDB  |
| Eichenstraße 19                            | Wohnhaus                                        | Eichenstraße 19/21 LageFlur: 22, Flurstück: 24/1, 25 | | um 1700                | 99900 DDB  |
| weitere Bilder                             | Zweiteiliges Wohnhaus                           | Eichenstraße 25 LageFlur: 22, Flurstück: 28 | |                        | 99901 DDB  |
| weitere Bilder                             | Fachwerkwohnhaus                                | Eichenstraße 36 LageFlur: 22, Flurstück: 103, 9/6 | |                        | 99903 DDB  |
| weitere Bilder                             | Wohnhaus mit Resten des Haas’schen Tores        | Eichenstraße 39 LageFlur: 22, Flurstück: 82 | |                        | 99904 DDB  |
| weitere Bilder                             | Villa Gans                                      | Falkensteiner Straße 19 LageFlur: 25, Flurstück: 74/3 | | 1929–1931              | 99905 DDB  |
| weitere Bilder                             | Alter Friedhof mit sog. Kronberger Kreuz        | Frankfurter Straße ohne Nummer LageFlur: 17, Flurstück: 87/3 | |                        | 100822 DDB |
| weitere Bilder                             | Wohn- und Geschäftshaus                         | Frankfurter Straße 13 LageFlur: 19, Flurstück: 16/2 | | 1911                   | 99908 DDB  |
| Frankfurter Straße 16                      | Villa                                           | Frankfurter Straße 16 LageFlur: 17, Flurstück: 965/90 | | 1925                   | 99909 DDB  |
| weitere Bilder                             | Villa                                           | Frankfurter Straße 19 LageFlur: 17, Flurstück: 86/9 | | um 1890                | 99910 DDB  |
| Frankfurter Straße 21                      | Wohnhaus Anton Burger                           | Frankfurter Straße 21 LageFlur: 17, Flurstück: 86/4 | | 1877                   | 99911 DDB  |
| weitere Bilder                             | Ehrenmal                                        | Frankfurter 45/47/49/51 LageFlur: 11, Flurstück: 138/50 | | 1920                   | 100821 DDB |
| weitere Bilder                             | Villa Freund-Kahn                               | Freseniusweg 4 LageFlur: 5, Flurstück: 7/74 | | 1913                   | 99912 DDB  |
| Bild gesucht BW                            | Villa Armbrüster                                | Freseniusweg 6 LageFlur: 5, Flurstück: 7/46 | | 1907                   | 99913      |
| weitere Bilder                             | Sachgesamtheit ehemalige Receptur               | Friedrich-Ebert-Straße 6 LageFlur: 20, Flurstück: 477/51 | |                        | 99924 DDB  |
| Gasthaus zum Adler                         | Gasthaus "Zum Adler"                            | Friedrich-Ebert-Straße 13 LageFlur: 20, Flurstück: 73/5 | |                        | 99914 DDB  |
| weitere Bilder                             | Streitkirche                                    | Friedrich-Ebert-Straße 16 LageFlur: 20, Flurstück: 26/1 | | 1737–39                | 99915 DDB  |
| weitere Bilder                             | Evangelische Pfarrkirche Johannes der Täufer    | Friedrich-Ebert-Straße 18 LageFlur: 20, Flurstück: 24/1 | | 1437–50                | 99916 DDB  |
| Gasthaus "Zum Grünen Wald"                 | Gasthaus "Zum Grünen Wald"                      | Friedrich-Ebert-Straße 19 LageFlur: 20, Flurstück: 79 | | 1811                   | 99917 DDB  |
| Haus "Drei Ritter"                         | Haus "Drei Ritter"                              | Friedrich-Ebert-Straße 20 LageFlur: 21, Flurstück: 152/1 | |                        | 99889 DDB  |
| Friedrich-Ebert-Straße 21                  | Ehemaliges Kilb'sches Haus                      | Friedrich-Ebert-Straße 21 LageFlur: 20, Flurstück: 149 | |                        | 737522 DDB |
| weitere Bilder                             | Haus Hembus                                     | Friedrich-Ebert-Straße 27 LageFlur: 20, Flurstück: 152 | |                        | 99919 DDB  |
| weitere Bilder                             | Gasthaus "Zum Neuen Bau"                        | Friedrich-Ebert-Straße 29 LageFlur: 20, Flurstück: 202 | |                        | 99920 DDB  |
| weitere Bilder                             | Wohn- und Geschäftshaus                         | Friedrich-Ebert-Straße 31/33 LageFlur: 20, Flurstück: 436/207 | Neues Haus "Drei Ritter" |                        | 99921 DDB  |
| Friedrich-Ebert-Straße 35                  | Wohn- und Geschäftshaus                         | Friedrich-Ebert-Straße 35 LageFlur: 20, Flurstück: 437/207 | |                        | 99923 DDB  |
| weitere Bilder                             | Nebengebäude ehemalige Villa Grunelius          | Gartenstraße 13/15 LageFlur: 21, Flurstück: 10/46, 309/10 | | 1897                   | 99926 DDB  |
| weitere Bilder                             | Villa Clausen                                   | Gartenstraße 19 LageFlur: 21, Flurstück: 6/2 | | 1907                   | 99925 DDB  |
| Bild gesucht BW                            | Villa                                           | Goethestraße 37 LageFlur: 8, Flurstück: 16/15 | |                        | 99927 DDB  |
| Goethestraße 39                            | Villa Andreae                                   | Goethestraße 39 LageFlur: 8, Flurstück: 14/10 | |                        | 99928 DDB  |
| Goethestraße 43                            | Sachgesamtheit Villa Hochstrasser               | Goethestraße 43/43a LageFlur: 8, Flurstück: 9/4, 9/6 | | 1902                   | 99929 DDB  |
| Bild gesucht BW                            | Teehäuschen zur Villa Guaita                    | Guaitastraße 3a LageFlur: 4, Flurstück: 12/121 | |                        | 135961 DDB |
| weitere Bilder                             | Villa Schrödl                                   | Hainstraße 18 LageFlur: 8, Flurstück: 106/13 | |                        | 99931 DDB  |
| Bild gesucht BW                            | Villa Dettweiler                                | Hainstraße 21 LageFlur: 5, Flurstück: 11/2 | | 1895                   | 99932 DDB  |
| weitere Bilder                             | Nebengebäude ehemalige Villa Leinhaas           | Hainstraße 23d LageFlur: 5, Flurstück: 264/7, 8/4 | | 1892                   | 99933 DDB  |
| weitere Bilder                             | Sachgesamtheit Schloss Friedrichshof            | Hainstraße 25a–e LageFlur: 6, 7, Flurstück: 18/19, 18/20, 18/22–24, 2/6–9 | |                        | 737538 DDB |
| weitere Bilder                             | Mehrfamilienhaus                                | Hartmuthstraße 3 LageFlur: 17, Flurstück: 572/219 | | 1904                   | 99935 DDB  |
| Hartmuthstraße 18                          | Villa Feger                                     | Hartmuthstraße 18 LageFlur: 17, Flurstück: 223/3 | | 1907                   | 99936 DDB  |
| weitere Bilder                             | Stadthalle, ehemalige Turnhalle                 | Heinrich-Winter-Straße 1 LageFlur: 19, Flurstück: 26/5 | | 1907/08                | 99937 DDB  |
| Bild gesucht BW                            | Wohnturm                                        | Höhenstraße 8 LageFlur: 7, Flurstück: 13/1 | |                        | 100826 DDB |
| weitere Bilder                             | Quellenpark Kronthal                            | Im Kronthal LageFlur: 15, 18, Flurstück: diverse Flurstücke | |                        | 99959 DDB  |
| Bild gesucht BW                            | Sachgesamtheit Villa Schuster                   | Im Waldhof 1a/b, 4, Königsteiner Straße 19 LageFlur: 24, Flurstück: 11/5, 11/6, 11/7, 11/8, 1/89, 1/90, 1/91                                                                  | |                        | 737544 DDB |
| weitere Bilder                             | Villa von Löhr                                  | Jaminstraße 1 LageFlur: 5, Flurstück: 9/12 | | 1904                   | 99942 DDB  |
| Jaminstraße 2                              | Landhaus Wetzlar                                | Jaminstraße 2 LageFlur: 5, Flurstück: 7/103 | |                        | 99943 DDB  |
| Jaminstraße 3                              | Villa und Atelier Hans Thoma                    | Jaminstraße 3/3a LageFlur: 5, Flurstück: 16/2, 16/3 | |                        | 99975 DDB  |
| weitere Bilder                             | Villa Wasels                                    | Jaminstraße 10 LageFlur: 5, Flurstück: 7/94 | | 1907                   | 99944 DDB  |
| weitere Bilder                             | Victoriapark                                    | Kaiser-Friedrich-Park, Friedrichstraße 99, Rosenthal, Schönberger Feld, Winkelbach LageFlur: 7, 8, Flurstück: 99/3, 99/4, 114/3–8, 157/20, 252/90, 253/90, 55/4, 78, 82/1, 93 | Im Stil eines Englischen Landschaftsparks angelegter Stadtpark. | 1900                   | 738406 DDB |
| weitere Bilder                             | Kaiser Friedrich-Denkmal                        | Kaiser-Friedrich-Park LageFlur: 8, Flurstück: 114/11 | Zweitanfertigung des Wiesbadener Denkmals für Kaiser Friedrich III. von Joseph Uphues | 1901                   | 738406 DDB |
| weitere Bilder                             | Anton-Burger-Denkmal                            | Kaiser-Friedrich-Park LageFlur: 8, Flurstück: 114/10 | Das Denkmal des Münchener Bildhauers Carl Ludwig Sand zur Erinnerung an Anton Burger | 1908                   | 738406 DDB |
| weitere Bilder                             | Denkmal Johann Ludwig Christ                    | Katharinenstraße 3 LageFlur: 20, Flurstück: 338/258 | Denkmal für Johann Ludwig Christ | 1885                   | 100793 DDB |
| weitere Bilder                             | Katholische Pfarrkirche Sankt Petrus und Paulus | Katharinenstraße 3 LageFlur: 20, Flurstück: 338/258 | | 1876/77                | 99947 DDB  |
| Katholische Pfarrhaus                      | Katholische Pfarrhaus                           | Katharinenstraße 5 LageFlur: 20, Flurstück: 345/257 | | 1888                   | 99948 DDB  |
| weitere Bilder                             | Villa Bonn, Rathaus                             | Katharinenstraße 7, Auf dem Pfaffenstück LageFlur: 18, 20, Flurstück: 69/1, 255/1                                                                                             | |                        | 99949 DDB  |
| weitere Bilder                             | Nebengebäude Villa Bonn                         | Katharinenstraße 10/12 LageFlur: 20, Flurstück: 126/2, 126/3, 380/121 | | 1905–07                | 99950 DDB  |
| weitere Bilder                             | Hellhof                                         | Königsteiner Straße 2 LageFlur: 21, Flurstück: 108/1 | |                        | 99951 DDB  |
| Königsteiner Straße 5                      | Villa Osterrieth                                | Königsteiner Straße 5 LageFlur: 22, Flurstück: 203/4, 203/5 | |                        | 99952 DDB  |
| Königsteiner Straße 7b                     | Nebengebäude ehemalige Villa Meister            | Königsteiner Straße 7, 7a, 7b LageFlur: 24, Flurstück: 27/7, 27/8, 27/9 | |                        | 737560 DDB |
| weitere Bilder                             | Ehemalige Villa "Germania"                      | Königsteiner Straße 10 LageFlur: 5, Flurstück: 42/21 | |                        | 99954 DDB  |
| Bild gesucht BW                            | Pförtnerhaus Villa Schuster                     | Königsteiner Straße 19 Lage | |                        |            |
| Bild gesucht BW                            | Sachgesamtheit Villa ter Meer                   | Königsteiner Straße 24, Guaitastraße, Klingelwiese, Kreuzenäckerweg, Winkelbach LageFlur: 4, Flurstück: diverse Flurstücke                                                    | |                        | 737559 DDB |
| Bild gesucht BW                            | Villa Zubrod                                    | Ludwig-Christ-Straße 15 LageFlur: 17, Flurstück: 789/142 | |                        | 99960 DDB  |
| weitere Bilder                             | Fachwerkwohnhaus                                | Mauerstraße 12 LageFlur: 20, Flurstück: 175/2 | |                        | 99961 DDB  |
| Bild gesucht BW                            | Villa                                           | Merianstraße 16 LageFlur: 5, Flurstück: 7/62, 7/63 | | 1899                   | 99962 DDB  |
| Obere Höllgasse 3                          | Wohnhaus                                        | Obere Höllgasse 3 LageFlur: 21, Flurstück: 111/2 | |                        | 99963 DDB  |
| Obere Höllgasse 4                          | sogenanntes Speicherhaus                        | Obere Höllgasse 4 LageFlur: 21, Flurstück: 165/121 | |                        | 99964 DDB  |
| Sachgesamtheit Villa Mumm                  | Sachgesamtheit Villa Mumm                       | Oberer Aufstieg 11 LageFlur: 2, Flurstück: 14/3, 14/6 | | 1909–1911              | 99874 DDB  |
| Pferdstraße 5                              | Fachwerkwohnhaus                                | Pferdstraße 5 LageFlur: 20, Flurstück: 88 | |                        | 99965 DDB  |
| Bild gesucht BW                            | Wohnhaus mit Torpfosten                         | Pferdstraße 9 LageFlur: 20, Flurstück: 90 | |                        | 99966 DDB  |
| Bild gesucht BW                            |                                                 | Pferdstraße 10 LageFlur: 20, Flurstück: 143/1 | |                        | 99967 DDB  |
|                                            |                                                 | Pferdstraße 13 LageFlur: 20, Flurstück: 131 | |                        | 99968 DDB  |
| weitere Bilder                             | Fachwerkhaus Pferdstraße 17                     | Pferdstraße 17 LageFlur: 20, Flurstück: 134 | |                        | 99969 DDB  |
| weitere Bilder                             | Fachwerkhaus Pferdstraße 20                     | Pferdstraße 20 LageFlur: 20, Flurstück: 166 | |                        | 99930 DDB  |
| weitere Bilder                             | Jüdischer Friedhof                              | Ruders LageFlur: 2, Flurstück: 9 | | Anfang 19. Jahrhundert | 99958 DDB  |
| Bild gesucht BW                            | Villa                                           | Schillerstraße 8, Schönberger Feld LageFlur: 8, Flurstück: 266/35, 271/36 | | 1910                   | 99970 DDB  |
| Bild gesucht BW                            |                                                 | Schirnstraße 5 LageFlur: 20, Flurstück: 108 | |                        | 99971 DDB  |
| Schirnstraße 16                            |                                                 | Schirnstraße 16 LageFlur: 20, Flurstück: 97 | |                        | 99972 DDB  |
| weitere Bilder                             |                                                 | Schloßstraße 5 (evtl. Schlossstraße 3) LageFlur: 21, Flurstück: 135, 136 | |                        | 737577 DDB |
| weitere Bilder                             | Sogenanntes Passavant-Schlösschen               | Schloßstraße 6/8 LageFlur: 21, Flurstück: 89/10, 89/9 | |                        | 99974 DDB  |
| weitere Bilder                             |                                                 | Schloßstraße 9 LageFlur: 21, Flurstück: 130/1 | |                        | 99975 DDB  |
| Torhaus                                    | Torhaus                                         | Schloßstraße 10 LageFlur: 21, Flurstück: 195/94 | |                        | 100823 DDB |
| weitere Bilder                             | Sachgesamtheit Burg Kronberg                    | Schloßstraße 12, Hinterm Hain, Kronberg, Königsteiner Straße, Schloßstraße LageFlur: 21, Flurstück: 104/1, 106/3, 106/4, 157, 160/2, 200/107, 57, 58/1, 97/4–6                | |                        | 737580 DDB |
| Steinstraße 1                              |                                                 | Steinstraße 1 LageFlur: 20, Flurstück: 333/231 | |                        | 99977 DDB  |
| weitere Bilder                             |                                                 | Steinstraße 21 LageFlur: 22, Flurstück: 49 | |                        | 99978 DDB  |
| Initialstein vor 17a · Initialstein vor 40 | Initialsteine                                   | Talstraße (vor Nr. 17a und Nr. 40) LageFlur: 22, Flurstück: 116/1 | |                        | 100819 DDB |
| weitere Bilder                             |                                                 | Talstraße 2 LageFlur: 20, Flurstück: 466/232 | |                        | 99979 DDB  |
| weitere Bilder                             | Altes Hospital                                  | Talstraße 5 LageFlur: 20, Flurstück: 251/2 | |                        | 99980 DDB  |
| Talstraße 24                               |                                                 | Talstraße 24 LageFlur: 20, Flurstück: 244/2 | |                        | 99981 DDB  |
| weitere Bilder                             |                                                 | Talstraße 28 LageFlur: 22, Flurstück: 182/41 | |                        | 737586 DDB |
| weitere Bilder                             |                                                 | Tanzhausstraße 1 LageFlur: 20, Flurstück: 29/1 | |                        | 99983 DDB  |
| Bild gesucht BW                            | Tor                                             | Tanzhausstraße 2a (Friedrich-Ebert-Straße 12) LageFlur: 20, Flurstück: 46/1                                                                                                   | | 1570                   | 99984 DDB  |
| weitere Bilder                             |                                                 | Tanzhausstraße 3 LageFlur: 20, Flurstück: 43 | |                        | 99985 DDB  |
| Bild gesucht BW                            | Ehemaliger Klüppelscher Hof                     | Tanzhausstraße 6 LageFlur: 20, Flurstück: 358/52 | |                        | 178972     |
| weitere Bilder                             |                                                 | Tanzhausstraße 8 LageFlur: 20, Flurstück: 54 | |                        | 99986 DDB  |
| weitere Bilder                             |                                                 | Tanzhausstraße 9 LageFlur: 20, Flurstück: 36 | |                        | 135963 DDB |
| weitere Bilder                             | Zehntscheune                                    | Tanzhausstraße 15, 15a LageFlur: 20, Flurstück: 38/1 | |                        | 99989 DDB  |
| weitere Bilder                             | Fay'sches Haus                                  | Tanzhausstraße 16 LageFlur: 20, Flurstück: 446/57 | |                        | 99987 DDB  |
| weitere Bilder                             |                                                 | Tanzhausstraße 17 LageFlur: 20, Flurstück: 357/58 | | 1906                   | 99988 DDB  |
| Bild gesucht BW                            | Hofanlage                                       | Untere Höllgasse 7 LageFlur: 22, Flurstück: 16 | |                        | 99990 DDB  |
| ehemaliges Schwesternwohnheim              | ehemaliges Schwesternwohnheim                   | Walter-Schwagenscheidt-Straße 13 LageFlur: 16, Flurstück: 4/31 | Nach Plänen von Walter Schwagenscheidt erbautes Schwesternwohnheim, 1965 mit dem Hessen-Preis ausgezeichnet. | 1958/59                | 99993 DDB  |
| Wilhelm-Bonn-Straße 1                      | Evangelisches Pfarrhaus                         | Wilhelm-Bonn-Straße 1 LageFlur: 19, Flurstück: 28/2 | |                        | 100078 DDB |
| weitere Bilder                             | Villa Frank                                     | Wilhelm-Bonn-Straße 2 LageFlur: 18, Flurstück: 317/35 | |                        | 100079 DDB |
| Bild gesucht BW                            | Sachteil Deckengemälde                          | Wilhelm-Bonn-Straße 7 LageFlur: 19, Flurstück: 35/5 | |                        | 100077 DDB |
| weitere Bilder                             |                                                 | Wilhelm-Bonn-Straße 26 LageFlur: 17, Flurstück: 424/200 | | 1891                   | 100080 DDB |
| Wilhelm-Bonn-Straße 42                     | Villa Haub                                      | Wilhelm-Bonn-Straße 42 LageFlur: 17, Flurstück: 666/182 | |                        | 100081 DDB |

## Oberhöchstadt
| Bild           | Bezeichnung                         | Lage                                                         | Beschreibung | Bauzeit                           | Objekt-Nr. |
| -------------- | ----------------------------------- | ------------------------------------------------------------ | --- | --------------------------------- | ---------- |
| Sankt Vitus    | Katholische Pfarrkirche Sankt Vitus | Oberhöchstadt, Am Kirchberg 2 LageFlur: 18, Flurstück: 121/7 | Sankt Vitus ist die katholische Pfarrkirche in Oberhöchstadt. Die Kirche bietet Sitzplätze für rund 250 Personen. Es handelt sich um einen dreiachsigen Saalbau mit einem schmalen, dreiseitig geschlossenen, gewölbten Chor. | 1722/23                           | 100253 DDB |
| weitere Bilder | Fachwerkwohnhaus                    | Oberhöchstadt, Borngasse 1 LageFlur: 16, Flurstück: 379      | | spätes 17./frühes 18. Jahrhundert | 136448 DDB |
| Borngasse 6    | Fachwerkwohnhaus                    | Oberhöchstadt, Borngasse 6 LageFlur: 19, Flurstück: 75       | | spätes 17. Jahrhundert            | 136447 DDB |

## Schönberg
| Bild                      | Bezeichnung                                              | Lage | Beschreibung | Bauzeit         | Objekt-Nr. |
| ------------------------- | -------------------------------------------------------- | --- | ------------ | --------------- | ---------- |
| Bild gesucht BW           | Einfamilienhaus                                          | Schönberg, Albanusstraße 13 LageFlur: 5, Flurstück: 59/3                                                                  |              | 1959/60         | 135875 DDB |
| Bild gesucht BW           | Villa de Neufville                                       | Schönberg, Am Oberberg 5 LageFlur: 5, Flurstück: 28/19                                                                    |              |                 | 100254 DDB |
| Bild gesucht BW           | Ehemaliges Gärtnerhaus der Villa de Neufville            | Schönberg, Am Oberberg 7 LageFlur: 5, Flurstück: 28/55                                                                    |              |                 | 100825     |
| Bild gesucht BW           | Wegekreuz                                                | Schönberg, Friedrichstraße (Ecke Zeilstraße) LageFlur: 5, Flurstück: 148                                                  |              |                 | 100257 DDB |
| Wegekreuz Friedrichstraße | Wegekreuz                                                | Schönberg, Friedrichstraße ohne Nummer LageFlur: 5, Flurstück: 118/6                                                      |              |                 | 100256 DDB |
| Friedrichsstraße 37       |                                                          | Schönberg, Friedrichstraße 37, Stiftstraße 2a LageFlur: 3, Flurstück: 124/28, 124/8                                       |              |                 | 100258 DDB |
| weitere Bilder            | Katholische Pfarrkirche Sankt Alban                      | Schönberg, Friedrichstraße 55 LageFlur: 4, Flurstück: 35/5                                                                |              | 1763–1766       | 100259 DDB |
| Friedrichstraße 59        | Fachwerkwohnhaus                                         | Schönberg, Friedrichstraße 59 LageFlur: 4, Flurstück: 36/2                                                                |              |                 | 100260 DDB |
| Bild gesucht BW           | Zur Sachgesamtheit Schloss Friedrichshof gehörende Villa | Schönberg, Friedrichstraße 100 LageFlur: 5, Flurstück: 169/4, 172/4                                                       |              |                 | 100261 DDB |
| Bild gesucht BW           | Ehemalige Gärtnerei Schloss Friedrichshof                | Schönberg, Im Brühl 11 LageFlur: 5, Flurstück: 169/4                                                                      |              |                 | 737867 DDB |
| Bild gesucht BW           | Villa Spieß                                              | Schönberg, Im Brühl 30, Im Brühl, Schönberger Bach, Wiesenau LageFlur: 5, Flurstück: 120/10, 120/11, 120/6, 120/9, 217/20 |              | 1901            | 100263 DDB |
| Parkstraße 1              | Villa Neustätter                                         | Schönberg, Parkstraße 1 LageFlur: 1, Flurstück: 18/4                                                                      |              |                 | 100264 DDB |
| Parkstraße 3              | Gärtnerhaus der ehemaligen Villa Rödiger                 | Schönberg, Parkstraße 3 LageFlur: 3, Flurstück: 16/3                                                                      |              |                 | 100265 DDB |
| Bild gesucht BW           | Villa Baunach                                            | Schönberg, Parkstraße 11 LageFlur: 5, Flurstück: 77/3                                                                     |              |                 | 100266 DDB |
| Bild gesucht BW           | Villa Scharff                                            | Schönberg, Parkstraße 13 LageFlur: 5, Flurstück: 82/1                                                                     |              |                 | 100267 DDB |
| Bild gesucht BW           | Villa König                                              | Schönberg, Parkstraße 25/27 LageFlur: 5, Flurstück: 100/1, 97/3                                                           |              |                 | 100269 DDB |
| Bild gesucht BW           | Villa                                                    | Schönberg, Parkstraße 33/33a LageFlur: 5, Flurstück: 104/5, 105/3                                                         |              | 1910            | 100268 DDB |
| Bild gesucht BW           | Fachwerkwohnhaus                                         | Schönberg, Schillerstraße 25 LageFlur: 4, Flurstück: 57/3                                                                 |              | 18. Jahrhundert | 100270 DDB |
| Bild gesucht BW           | ehemaliges Ferienwohnheim                                | Schönberg, Waldschule ohne Nummer LageFlur: 2, Flurstück: 2/2                                                             |              | 1903            | 737860 DDB |
| Bild gesucht BW           | Landhaus                                                 | Schönberg, Wiesenau 15 LageFlur: 5, Flurstück: 132/8                                                                      |              |                 | 100271 DDB |
| Bild gesucht BW           | Ehemalige Meierei und Wäscherei Schloss Friedrichshof    | Schönberg, Wiesenau 21a–f LageFlur: 5, Flurstück: 144/19                                                                  |              | 1892            | 100272 DDB |
| Zeilstraße 1              | Villa Alexander Spieß                                    | Schönberg, Zeilstraße 1 LageFlur: 5, Flurstück: 116/3                                                                     |              |                 | 100273 DDB |
| Zeilstraße 4              | Villa Jay                                                | Schönberg, Zeilstraße 4 LageFlur: 3, Flurstück: 88/5                                                                      |              |                 | 737879 DDB |
| Zeilstraße 8              | Nebengebäude Villa Jay                                   | Schönberg, Zeilstraße 8 LageFlur: 3, Flurstück: 542/1                                                                     |              |                 |            |